# San Alfonso del Mar

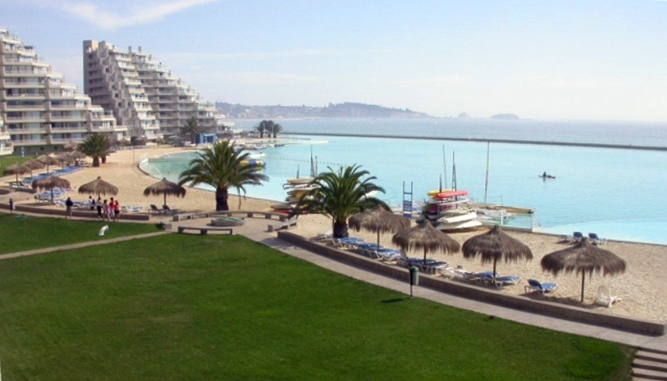
San Alfonso del Mar

San Alfonso del Mar är en turistort i Algarrobo i Chile. 
Där finns världens största och djupaste utomhuspool som är ca 76 890 kvadratmeter stor, 3,5 meter djup  och innehåller nästan 250 000 kubikmeter vatten.  Det chilenska företaget Crystal Lagoons har utvecklat en teknik för att pumpa havsvatten till poolen efter att det har filtrerats. 
Det har turistats här sedan 2006. Man kan både paddla kajak och segla i poolen.